# Stefan Frädrich

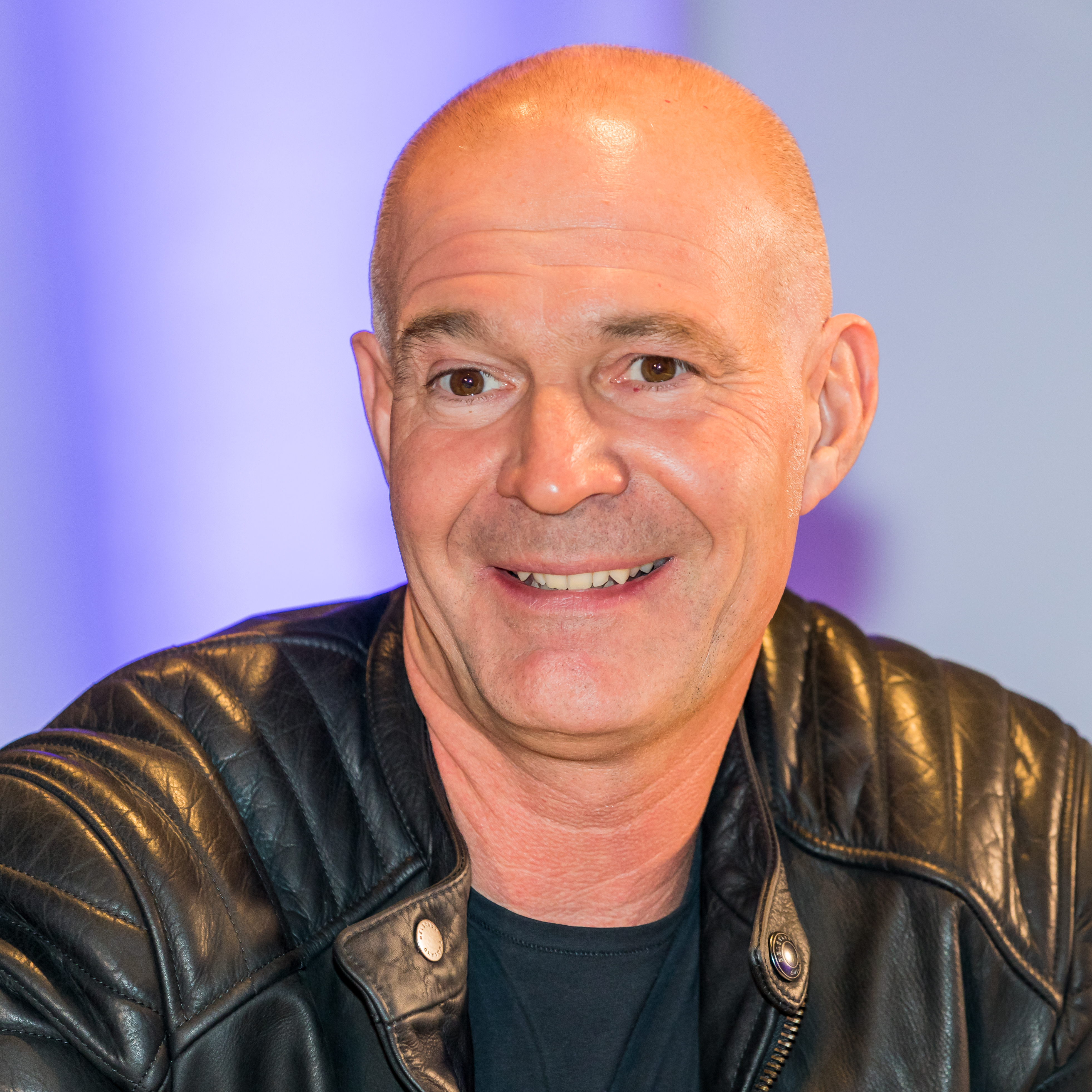
Stefan Frädrich, 2018

Stefan Günter Frädrich (* 26. Februar 1972 in Aachen) ist ein deutscher Mediziner, Betriebswirt (IHK), Unternehmer und Autor von Ratgeberbüchern und Lernprogrammen.

## Leben
Stefan Frädrich studierte Medizin und promovierte im Jahr 2000 an der Universität Ulm als Dr. med. zum Thema Prävalenz von Persönlichkeitsstörungen bei Strafgefangenen. Er arbeitete als Arzt in der Psychiatrie der Uniklinik Ulm.
Er absolvierte keine Facharztausbildung, sondern wechselte in die Wirtschaft. Seit 2003 ist er als Trainer, Moderator, Autor und Redner selbständig. Stefan Frädrichs Themen bei Seminaren und Vorträgen drehen sich vor allem um Selbstmotivation, Kommunikation und Lebensführung. Für seine Seminare benutzt Frädrich die Figur Günter, der innere Schweinehund.
Frädrich ist Gründer der Deutschen Gesellschaft für Nikotinprävention e.V. sowie im Expertenrat der Mentor Stiftung für Suchtprävention und Coaching von Kindern und Jugendlichen.
2012 gründete Frädrich ein Beratungsunternehmen zum Thema Persönlichkeitsentwicklung. Am Startup-Unternehmen Gedankentanken (heute: Greator), das er zusammen mit Alexander Müller gründete, hat sich der Risikokapitalgeber Holtzbrinck Ventures 2019 beteiligt.

## Fernsehauftritte
- Glück ist lernbar auf VOX (2012)[6]
- Menschen bei Maischberger auf ARD (2011)[7]
- Besser Essen – leben leicht gemacht auf ProSieben (2007/2008/2011) und SAT1 (2009)[8]
- Nichtraucher in 5 Stunden bei Focus Gesundheit (seit 2006)[9]
- Der große Gesundheits-Check im WDR-Fernsehen (2005/2006)[10]
- Günter, der innere Schweinehund im Sat.1-Frühstücksfernsehen (2005)[11]

## DVDs
- Nichtraucher in 5 Stunden. (2007)
- Nichtraucher in 90 Minuten. (2010)
- Die einfachste Diät der Welt. (2011)

## Veröffentlichungen (Auswahl)
- Einfach Nichtraucher: Die schnelle Methode zum nikotinfreien Leben. 2011, Compact Via, ISBN 978-3-8174-8362-4.
- Günter, der innere Schweinehund, wird Kommunikationsprofi. Ein tierisches Verständnisbuch. Gabal, 2010, ISBN 978-3-86936-127-7.
- Günter, der innere Schweinehund, hält eine Rede. Ein tierisches Rhetorikbuch. Gabal, 2010, ISBN 978-3-86936-071-3.
- Das Domino-Prinzip: Wie Sie aus Steinen, die Ihnen in den Weg gelegt werden, etwas Schönes bauen. Knaur, 2009, ISBN 978-3-426-64586-4
- Die einfachste Diät der Welt: das Plus-Minus-Prinzip. Gräfe und Unzer, 2009, ISBN 978-3-8338-1827-1
- Günter, der innere Schweinehund, wird Chef. Ein tierisches Führungsbuch. Gabal, 2009, ISBN 978-3-86936-019-5.
- Günter, der innere Schweinehund, lernt verhandeln. Ein tierisches Businessbuch. Gabal, 2009, ISBN 978-3-89749-918-8.
- Günter, der innere Schweinehund, wird fit. Ein tierisches Sportbuch. Gabal, 2008, ISBN 978-3-89749-853-2.
- Business Book of Horror. Gabal, 2008, ISBN 978-3-89749-844-0.
- Rauchfrei glücklich. Der Weg zum Nichtrauchen. Compact, 2007, ISBN 978-3-8174-6278-0.
- Besser Essen – leben leicht gemacht. 2007, Zabert Sandmann, ISBN 978-3-89883-164-2.
- Günter, der innere Schweinehund, wird Nichtraucher. Ein tierisches Gesundheitsbuch. Gabal, 2006, ISBN 3-89749-625-9.
- Günter, der innere Schweinehund, für Schüler. Ein tierisches Motivationsbuch. Gabal, 2006, ISBN 3-89749-583-X.
- Günter lernt verkaufen. Ein tierisches Businessbuch. Gabal, 2005, ISBN 3-89749-501-5.
- Günter, der innere Schweinehund. Ein tierisches Motivationsbuch. Gabal, 2004, ISBN 3-89749-457-4.
- Günter, der innere Schweinehund. Eigenverlag, 2003, ISBN 3-00-011809-8.

## Hörbücher
- Günter, der innere Schweinehund, für Schüler. Ein tierisches Motivations-Hörbuch. 2010, ISBN 978-3-86936-091-1.
- Günter, der innere Schweinehund, wird Chef. Ein tierisches Führungs-Hörbuch. 2010, ISBN 978-3-86936-152-9.
- Günter, der innere Schweinehund, wird fit. Ein tierisches Sport-Hörbuch. 2009, ISBN 978-3-89749-972-0.
- Günter, der innere Schweinehund, geht ins Büro. Ein tierisches Office-Hörbuch. 2009, ISBN 3-86936-037-2.
- Günter, der innere Schweinehund, hält eine Rede. Ein tierisches Rhetorik-Hörbuch. 2009, ISBN 978-3-86936-212-0.
- Günter, der innere Schweinehund, lernt flirten. Ein tierisches Turtel-Hörbuch. 2008, ISBN 978-3-89749-824-2.
- Günter, der innere Schweinehund, hat Erfolg. Ein tierisches Coaching-Hörbuch. 2008, ISBN 978-3-89749-888-4.
- Günter, der innere Schweinehund, wird schlank. Ein tierisches Diäthörbuch. 2007, ISBN 978-3-89749-690-3.
- Günter, der innere Schweinehund, wird Nichtraucher. Ein tierisches Gesundheits-Hörbuch. 2007, ISBN 978-3-89749-753-5.
- Günter, der innere Schweinehund, lernt verkaufen. Ein tierisches Business-Hörbuch. 2006, ISBN 3-89749-626-7.
- Günter, der innere Schweinehund. Das tierische Motivationshörbuch. 2005, ISBN 3-89749-545-7.